# 红旗街道 (大方县)
红旗街道，是中华人民共和国贵州省毕节市大方县下辖的一个街道办事处。
2013年4月28日，贵州省人民政府批复同意大方县部分乡镇行政区划调整，将大方镇金星、湾子、对江、箐木、法书、龙井、元宝、杉林、花果9个村划归新设置的对江镇。
2013年5月9日，贵州省人民政府批复同意撤销大方镇，以原大方镇路塘村、庆云村、蔬菜村、石关村、城中社区、城南社区、城北社区、东郊社区、西南社区、西北社区等10个村（社区）地域为红旗街道办事处行政区域，办事处驻路塘村。

## 行政区划
红旗街道下辖以下地区：
城中社区、城北社区、城南社区、西南社区、西北社区、东郊社区、路塘村、庆云村、蔬菜村和石关村。